# Intuition
Intuition é o segundo álbum da parceria entre os aclamados guitarristas brasileiros Alex Martinho e Sydnei Carvalho.
O álbum foi lançado em 2006, sob selo independente, e contou com a participação do guitarrista virtuoso estadunidense Andy Timmons em 2 faixas.

## Faixas
| N.º            | Título                                               | Duração |  |
| 1.             | "One More Step"                                      | 00:30   |  |
| 2.             | "Synthesis"                                          | 04:25   |  |
| 3.             | "Stand Up"                                           | 03:53   |  |
| 4.             | "Every Day Another Mystery"                          | 03:20   |  |
| 5.             | "Walking On Fire"                                    | 04:18   |  |
| 6.             | "Sophia"                                             | 06:30   |  |
| 7.             | "The Greatest Battle (Part. Especial: Andy Timmons)" | 05:18   |  |
| 8.             | "Choices"                                            | 03:38   |  |
| 9.             | "Intuition"                                          | 04:11   |  |
| 10.            | "Under The Sea (Part. Especial: Andy Timmons)"       | 03:27   |  |
| 11.            | "Gratefullness"                                      | 05:53   |  |
| 12.            | "The Man"                                            | 03:42   |  |
| 13.            | "Power Of Creation"                                  | 03:38   |  |
| 14.            | "Unreachable Love"                                   | 05:18   |  |
| Duração total: | Duração total:                                       | 58:01   |  |

## Músicos
- Alex Martinho — Guitarras, produção
- Sydnei Carvalho — Guitarras, produção, mixagem
- Andy Timmons — Solo de Guitarra nas faixas "The Greatest Battle" e "Under The Sea"
- Rafael de Castro — vocais
- Fabio Lessa — Baixo
- Rodrigo Martinho — baterias

## Prêmios e Indicações
| Ano  | Prêmio                                               | Categoria                     | Resultado | Ref         |
| ---- | ---------------------------------------------------- | ----------------------------- | --------- | ----------- |
| 2007 | Prêmio Toddy/Revista Dinamite de Música Independente | Melhor CD Instrumental do Ano | Venceu    | [ 2 ] [ 3 ] |